# Griekse spotvogel
De Griekse spotvogel (Hippolais olivetorum) is een zangvogel uit de familie Acrocephalidae (rietzangers) die voorkomt in Zuidoost-Europa, Turkije, Cyprus en het Nabije Oosten. Hij overwintert in het oosten en zuiden van Afrika, van Kenia tot Zuid-Afrika.

## Kenmerken
De Griekse spotvogel is de grootste spotvogel. Hij heeft een grijs verenkleed en een dikke, lange snavel die grotendeels geel is. De poten zijn, evenals de rug, vleugels en staart, grijs. De armpennen hebben opvallende witte randen. De onderzijde is witachtig. De vleugels zijn zeer lang met donkere handpennen. Een lichte wenkbrauwstreep is nauwelijks zichtbaar. Mannetje en vrouwtje zijn identiek.

## Broeden
Hij broedt in open steen- en kurkeikenbossen met struikgewas, in boomgaarden en olijfgaarden. Hij nestelt in een struik of in een lage boom op een gevorkte tak. Het nest wordt gebouwd van stro, schors, dons, spinnenrag en wortels. Het wordt bekleed met gras, vezels en draden. Ze broeden van mei tot juli. Het vrouwtje legt hoogstens 4 witte eieren met zwartbruine vlekken. De eieren komen na 13-14 dagen uit.

## Voedsel
Insecten en hun larven, gevangen op de bladeren in bomen en struiken.

## Verspreiding en leefgebied
De soort komt voor op de Balkan en Anatolië en overwintert in oostelijk en zuidoostelijk Afrika.

## Status
De grootte van de populatie is in 2021 geschat op 24.000-53.000 volwassen vogels. Op de Rode lijst van de IUCN heeft deze soort de status niet bedreigd.

## Gelijkende soorten
- Vale spotvogel
- Grote vale spotvogel